# Dret de vol
Cal no confondre-ho amb els drets de vol aeronàutics.
El dret de vol és un dret real limitat sobre un edifici o un solar edificat aliè que atribueix a qui en són els titulars la facultat de construir una o més plantes, sobre o sota l'immoble gravat, i de fer seva la propietat de les noves construccions. Per tant, no sols regula la construcció en alçada sinó que també és aplicable al dret de subedificació.
Es tracta d'un instrument jurídic dissenyat per facilitar la construcció de plantes o edificis, i dona lloc a una propietat separada entre la nova construcció i el seu suport, tant si és un edifici preexistent com un solar edificable: com que aquesta separació de drets de propietat no és temporal, com en el cas del dret de superfície, sinó que comporta una divisió definitiva, una vegada finalitzada la construcció cal sotmetre tot l'edifici al règim de propietat horitzontal.

## Catalunya
A Catalunya, el dret de vol està regulat pels articles 553-10 i 13, i 567, del Codi Civil de Catalunya, llibre cinquè (relatiu als drets reals).
La regulació del dret de vol és recent en el dret civil català i té per objectiu delimitar-ne amb claredat la distinció respecte dels drets de superfície, que comporten la propietat separada de manera temporal.